# Harald E. Esch
Harald E. Esch (Düsseldorf, 22 de diciembre de 1931 - Farragut, 7 de octubre de 2017) fue un biólogo, catedrático e investigador germano-estadounidense. Fue profesor en la Universidad de Notre Dame y una autoridad internacional en comunicación de abejas.

## Primeros años
Harald E. Esch nació el 22 de diciembre de 1931 en Düsseldorf, Alemania. Sus padres fueron Helene y Walter Esch.
Estudió física y matemáticas en la Universidad de Bonn y la Universidad Libre de Berlín. Para su doctorado, estudió biología en la Universidad de Würzburg con Karl von Frisch. En 1960, obtuvo un doctorado en Zoología y Matemáticas por su trabajo sobre fisiología quimiosensorial de insectos. Esch trabajó como profesor asistente en el Laboratorio de Investigación sobre Radiación en la Universidad de Munich, antes de emigrar a los Estados Unidos en 1964.

## Carrera profesional
En 1965, Esch se convirtió en profesor en el Departamento de Biología de la Universidad de Notre Dame. Mientras estuvo en Notre Dame, impartió muchos cursos populares y realizó investigaciones.
A lo largo de su carrera, Esch publicó su trabajo en numerosas revistas y revistas científicas. Estos incluyen Scientific American, Science, Journal of Comparative Psychology, The Journal of Experimental Biology, Journal of Comparative Physiology B, y The Science of Nature, entre otros.
En 1998, Esch recibió el premio de enseñanza Father James L. Shilts / Doris y Gene Leonard por su capacidad docente. Este fue el premio más alto en el Notre Dame College of Science.

## Vida personal
Esch se casó con Ilse T. Braun en 1955 y tuvo dos hijos, Jan E. Esch e Iris I. Esch-Williams.
Esch falleció a la edad de 85 años el 7 de octubre de 2017 en Farragut, Tennessee.